# Liu Zhiyu
Dans ce nom chinois, le nom de famille, Liu, précède le nom personnel.
Liu Zhiyu (en chinois traditionnel : 劉治宇), né le 5 janvier 1993 à Shenzhen, est un rameur d'aviron chinois. Il a représenté la Chine aux Jeux de Tokyo 2020 où il obtient une médaille de bronze en deux de couple.

## Carrière
Liu Zhiyu concourt d'abord en quatre de couple avec Ma Jian, Liu Dang et Zhang Quan signant une quatrième place aux Championnats du monde 2014 à Amsterdam. En septembre, l'équipage repart avec le titre aux Jeux asiatiques d'Icheon. L'année suivante, les Chinois n'ont atteint que la finale C des Championnats du monde 2015 et ont donc également raté la qualification olympique directe pour les jeux de 2016. Lors de la dernière régate de qualification en 2016 à Lucerne, le quatre chinois a pris la cinquième place, or seuls les deux meilleurs bateaux étaient qualifiés pour la régate olympique et ce malgré la disqualification ultérieure du quatuor russe.
En 2017, le quatre chinois terminé treizième des championnats du monde à Sarasota. En 2018, Liu Zhiyu participe en quatre sans barreur (pointe) pour les compétitions de la coupe du monde où il sera classé huitième sans participer aux championnats du monde.
Aux championnats du monde d'aviron 2019, Zhang associé à Liu Zhiyu remporte le titre en deux de couple.
Ces performances permettent à la paire de se qualifier pour les Jeux olympiques d'été de 2020. Ils y remportent la médaille de bronze.